# جون سوير
جون سوير (بالإنجليزية: John Sawyer)‏ هو لاعب كرة قدم أمريكية أمريكي، ولد في 26 نوفمبر 1953 في بروكهافن في الولايات المتحدة.

## وصلات خارجية
- جون سوير على موقع مرجع كرة القدم المحترفة.كوم (الإنجليزية)